# Alfred Ferdinand Christensen
Alfred Ferdinand Christensen, född 6 november 1856 i Randers, död 11 januari 1925, var en dansk tonsättare.
Christensen var lärjunge till Jørgen Ditleff Bondesen och studerade även vid Königliche Hochschule i Berlin. Han bosatte sig senare i Leeds, där han 1886 öppnade ett musikkonservatorium. Han komponerade flera kammarmusikverk, sånger, flera kantater och operan "Belphegor".